# ساندی تایمز
ساندی تایمز (انگلیسی: The Sunday Times) روزنامه معتبر و پرفروش انگلیسی است که هر یکشنبه منتشر می‌شود. نیوز کورپوریشن، صاحب امتیاز این روزنامه است که نشریه تایمز را نیز منتشر می‌کند. این روزنامه به صورت مستقل بنیان شد، تا سال ۱۹۶۶ تحت مالکیت اشتراکی اداره می‌شد و در سال ۱۹۸۱ توسط نیوز کورپوریشن خریداری شد.
نشریه ساندی تایمز در بازار فروش روز یکشنبه روزنامه‌های انگلستان جایگاه ویژه‌ای داشته و تیراژی بیشتر از یک میلیون نسخه از رقبای اصلی‌اش ساندی تلگراف، آبزرور و ایندیپندنت دارد که این تعداد به دو برابر روزنامه خواهرش، تایمز، نیز می‌رسد. مارتین ایونز، از سال ۲۰۱۳ سردبیر ساندی تایمز است.